# Nacktes Zweischenkelmoos
Das Nackte Zweischenkelmoos (Discelium nudum) ist ein systematisch völlig isoliertes Pioniermoos und die einzige Art der monotypischen Gattung Discelium und der monotypischen Familie Disceliaceae.

## Merkmale
Das seltsame Moos wächst aus einem grünen, filzigen Protonema von der Größe einer Münze. Aus diesem Vorkeim werden die sehr kleinen Pflänzchen mit den punktartig aussehenden Gametophyten gebildet, aus denen im Herbst die spargelähnlichen Sporogone wachsen. Der Sporophyt besteht aus einer sich rot färbenden Seta und der später seitlich geneigten rundlichen Kapsel.

## Standort und Verbreitung
Die Art besiedelt ausschließlich grundfeuchte und verdichtete Ton- und Lehmböden. In Gebieten mit derartigen Böden findet man sie in lückigen Weiden, Lehm- und Tongruben sowie an Teichdämmen und in den Fahrspuren von Waldwegen. Auch alte Holzlagerplätze werden gerne besiedelt.
Ebenso merkwürdig wie das Moos selbst ist seine Verbreitung in Deutschland. Die Vorkommen sind scheinbar nicht an spezielle Klimabedürfnisse gebunden und verlaufen in Ost-West-Richtung durch die Mitte des Landes.
Südlichste Vorkommen befinden sich in der Oberpfalz und dem Saarland, die nördlichsten Fundorte liegen im südlichen Niedersachsen.
Das Hauptverbreitungsgebiet in Deutschland befindet sich in Sachsen, wo die Art zerstreut zu finden ist und wo sie die Kammlagen des Osterzgebirges erreicht.